# ソビエト連邦の指導者の一覧
ソビエト連邦の指導者の一覧（ソビエトれんぽうのしどうしゃのいちらん）では、かつて存在したソビエト連邦の歴代最高指導者を一覧表にしている。

## 概要
69年間のソビエト連邦の歴史の中では、首相や党書記長などの地位にあって、国政を主導し、最終決定権を行使する事実上の最高指導者が存在した。よって「最高指導者」という地位は正式な役職ではない。そして、彼らは必ずしも国家元首であるという訳ではなかった。ウラジーミル・レーニンが議長を務めていたソビエト連邦人民委員会議は国家の行政機関（行政府、首相格）にあたり、国家元首でもなければロシア社会民主労働党（ボリシェヴィキ）の機関でもなかった。レーニンは党の役職としては中央委員、政治局員であっただけである。
しかし、レーニン生存中、党の最高指導者（党首）が彼であるというのが党員の共通認識であったことは間違いない。また、党中央委員会書記長というポストに最初に就任したのはヨシフ・スターリンであるが、その時点ではそのポストが党の最高指導者の地位であるという認識は、党内ではまだ確立していなかった。しかし、後にこのポストは名実ともに党の最高位となり、すなわちソ連最高指導者の代名詞となった。ここから後発の共産主義・社会主義国家の「ヘゲモニー政党の最高指導者が国家・行政の職責に優位する」という慣習が生まれた（党の指導性）。
書記長職は1952年にスターリン自身によって廃止されるが、彼の死後、ニキータ・フルシチョフが実権を握った1953年には「党中央委員会第一書記」として事実上復活。1966年にはレオニード・ブレジネフによって「書記長」の名称へ戻された。その後、書記長職は1990年までソ連における最高ポストと見做された。1990年3月にミハイル・ゴルバチョフが大統領制を導入すると、ソ連大統領は書記長にとって代わり、事実上のソ連最高指導職となった。
大統領制導入以前は、国家元首格として中央執行委員会議長、最高会議幹部会議長、最高会議議長がおり、ブレジネフのようにこれらのポストと党中央委書記長を兼ねた者もいたが、やはりソ連の事実上の支配者として君臨したのは党書記長であった。

## 最高指導者の一覧
| 最高指導者                            | 最高指導者                            | 役職                           | 在任期間                      | 最高指導者の期間                | 最高指導者の期間 | 備考 |
| ------------------------------------- | ------------------------------------- | ------------------------------ | ----------------------------- | ------------------------------- | ---------------- | ---- |
| ウラジーミル・レーニン Владимир Ленин |                                       | 人民委員会議議長 （首相）      | 1917年11月7日 - 1924年1月21日 | 1922年12月30日 - 1924年1月21日  | 1年 + 22日       |      |
| ヨシフ・スターリン                    |                                       | ソ連共産党中央委員会書記長     | 1922年4月3日 - 1952年10月16日 | 1924年1月22日 - 1953年3月5日    | 29年 + 42日      |      |
| ヨシフ・スターリン                    | 人民委員会議議長 （首相）             | 1941年5月6日 - 1946年3月19日   |                               | 1924年1月22日 - 1953年3月5日    | 29年 + 42日      |      |
| ヨシフ・スターリン                    | 閣僚会議議長 （首相）                 | 1946年3月19日 - 1953年3月5日   |                               | 1924年1月22日 - 1953年3月5日    | 29年 + 42日      |      |
| ゲオルギー・マレンコフ                |                                       | 閣僚会議議長 （首相）          | 1953年3月5日 - 1955年2月8日   | 1953年3月5日 - 1953年9月7日     | 186日            |      |
| ニキータ・フルシチョフ                |                                       | ソ連共産党中央委員会第一書記   | 1953年9月7日 - 1964年10月14日 | 1953年9月7日 - 1964年10月14日   | 11年 + 37日      |      |
| ニキータ・フルシチョフ                | 閣僚会議議長（首相）                  | 1958年3月27日 - 1964年10月14日 |                               | 1953年9月7日 - 1964年10月14日   | 11年 + 37日      |      |
| レオニード・ブレジネフ                |                                       | ソ連共産党中央委員会第一書記   | 1964年10月14日 - 1966年4月8日 | 1964年10月14日 - 1982年11月10日 | 18年 + 27日      |      |
| レオニード・ブレジネフ                | ソ連共産党中央委員会書記長            | 1966年4月8日 - 1982年11月10日  |                               | 1964年10月14日 - 1982年11月10日 | 18年 + 27日      |      |
| レオニード・ブレジネフ                | 最高会議幹部会議長 （国家元首）       | 1960年5月7日 - 1964年7月15日   |                               | 1964年10月14日 - 1982年11月10日 | 18年 + 27日      |      |
| レオニード・ブレジネフ                | 最高会議幹部会議長 （国家元首）       | 1977年6月16日 - 1982年11月10日 |                               | 1964年10月14日 - 1982年11月10日 | 18年 + 27日      |      |
| ユーリ・アンドロポフ                  |                                       | ソ連共産党中央委員会書記長     | 1982年11月12日 - 1984年2月9日 | 1982年11月12日 - 1984年2月9日   | 1年 + 89日       |      |
| ユーリ・アンドロポフ                  | 最高会議幹部会議長 （国家元首）       | 1983年6月16日 - 1984年2月9日   |                               | 1982年11月12日 - 1984年2月9日   | 1年 + 89日       |      |
| コンスタンティン・チェルネンコ        |                                       | ソ連共産党中央委員会書記長     | 1984年2月13日 - 1985年3月10日 | 1984年2月13日 - 1985年3月10日   | 1年 + 25日       |      |
| コンスタンティン・チェルネンコ        | 最高会議幹部会議長 （国家元首）       | 1984年4月11日 - 1985年3月10日  |                               | 1984年2月13日 - 1985年3月10日   | 1年 + 25日       |      |
| ミハイル・ゴルバチョフ                |                                       | ソ連共産党中央委員会書記長     | 1985年3月11日 - 1991年8月24日 | 1985年3月11日 - 1991年12月25日  | 6年 + 289日      |      |
| ミハイル・ゴルバチョフ                | 最高会議幹部会議長 （国家元首）       | 1988年10月1日 - 1989年5月25日  |                               | 1985年3月11日 - 1991年12月25日  | 6年 + 289日      |      |
| ミハイル・ゴルバチョフ                | ソビエト連邦最高会議議長 （国家元首） | 1989年5月25日 - 1990年3月15日  |                               | 1985年3月11日 - 1991年12月25日  | 6年 + 289日      |      |
| ミハイル・ゴルバチョフ                | ソビエト連邦大統領 （国家元首）       | 1990年3月15日 - 1991年12月25日 |                               | 1985年3月11日 - 1991年12月25日  | 6年 + 289日      |      |

## トロイカ一覧
ソビエト連邦においては三人の実力者が組織を指導し運営する、集団指導の仕組み（トロイカ体制）が取られることがあった。ソ連初のトロイカはレーニンの死後に構築され、トロツキーとスターリンの対立により、スターリン、ジノヴィエフ、カーメネフによって集団指導体制が形成された。その後に同国で、権力が書記長一人に集中するのを防ぐために、3人に権限を分散させた集団指導体制が取られることがあった。スターリン死後及びフルシチョフ失脚後には第一書記、最高会議幹部会議長（国家元首）、閣僚会議議長（首相）へ権力が分散された。また、書記長自身の指導力不足からトロイカが形成されることもあった。チェルネンコ政権時がそれに該当する。チェルネンコ死後のゴルバチョフ書記長は、再度権力を書記長、最高会議幹部会議長、閣僚会議議長に分散するトロイカ体制を構築した。
| 構成員 (役職)                                                       | 構成員 (役職)                                         | 構成員 (役職)                                                 | 期間                           | 備考 |
| ------------------------------------------------------------------- | ----------------------------------------------------- | ------------------------------------------------------------- | ------------------------------ | ---- |
|                                                                     |                                                       |                                                               | 1922年5月 ↓ 1925年4月          |      |
| ヨシフ・スターリン (党中央委書記長)                                 | レフ・カーメネフ (政治局員)                           | グリゴリー・ジノヴィエフ (政治局員)                           |                                |      |
|                                                                     |                                                       |                                                               | 1953年3月15日 ↓ 1955年2月8日   |      |
| ゲオルギー・マレンコフ (閣僚会議議長)                               | ニキータ・フルシチョフ (党中央委書記→第一書記)        | クリメント・ヴォロシーロフ (最高会議幹部会議長)               |                                |      |
|                                                                     |                                                       |                                                               | 1964年10月14日 ↓ 1977年6月16日 |      |
| レオニード・ブレジネフ (党中央委第一書記→書記長)                    | アレクセイ・コスイギン (閣僚会議議長)                 | ニコライ・ポドゴルヌイ (党中央委第二書記 →最高会議幹部会議長) |                                |      |
|                                                                     |                                                       |                                                               | 1984年2月13日 ↓ 1984年12月20日 |      |
| コンスタンティン・チェルネンコ (党中央委書記長・最高会議幹部会議長) | アンドレイ・グロムイコ (閣僚会議第一副議長・外務大臣) | ドミトリー・ウスチノフ (国防大臣)                             |                                |      |
|                                                                     |                                                       |                                                               | 1985年9月27日 ↓ 1988年10月1日  |      |
| ミハイル・ゴルバチョフ (党中央委書記長)                             | アンドレイ・グロムイコ (最高会議幹部会議長)           | ニコライ・ルイシコフ (閣僚会議議長)                           |                                |      |